# Lunenburg (hrabstwo w Kanadzie)
Lunenburg – historyczne hrabstwo (geographic county) kanadyjskiej prowincji Nowa Szkocja z ośrodkiem w Lunenburgu, powstałe w 1759, współcześnie jednostka podziału statystycznego (census division). Według spisu powszechnego z 2016 obszar hrabstwa to: 2909,77 km², a zamieszkiwało wówczas ten obszar 47 126 osób.
Hrabstwo, którego nazwa pochodzi od miana stolicy, zostało ustanowione 17 sierpnia 1759 i do 1762 obejmowało również tereny współczesnych hrabstw Queens, Shelburne i Yarmouth.
Według spisu powszechnego z 2011 obszar hrabstwa zamieszkiwało 47 313 mieszkańców; język angielski był językiem ojczystym dla 97,1%, francuski dla 1,1% mieszkańców.